# Partido Nacional Libertario
El Partido Nacional Libertario (PNL) es un partido político chileno de extrema derecha, fundado en 2024 por Johannes Kaiser junto a otros cinco diputados, y que se encuentra legalizado ante el Servicio Electoral de Chile.

## Historia
El Partido Nacional Libertario se formó a partir de la figura del político Johannes Kaiser y el descontento de otros miembros disidentes del Partido Republicano de Chile. Analistas políticos explicaron este malestar de miembros más «puristas» con el desempeño y apoyo del partido a la propuesta de nueva Constitución de 2023. Adicionalmente, englobaron el alce de popularidad de Kaiser y la formación del partido a un fenómeno más amplio relacionado al ascenso de figuras disruptivas de ultraderecha como Javier Milei o Donald Trump.
El nombre del partido se origina a partir del nombre del canal de YouTube de Kaiser, El Nacional-Libertario.
El partido se creó legalmente el 12 de julio de 2024, y actualmente cuenta con cinco escaños en la Cámara de Diputadas y Diputados. Aunque se había previsto la postulación de Johannes Kaiser a las elecciones primarias de Chile Vamos para la elección presidencial de 2025, esta opción fue descartada tras la aprobación del proyecto de reforma de pensiones por parte de dicha coalición. Sin embargo, Kaiser ha expresado su apertura a una primaria con candidatos del Partido Social Cristiano y del Republicano. Con estos partidos el partido anunció un pre acuerdo de pacto parlamentario para ir en una lista única denominada "Nueva Derecha".

## Ideología
Si bien el propio partido y Johannes Kaiser prefieren adscribirse a la definición de derecha, se han descrito como reaccionarios o antiprogresistas, y varios medios de comunicación los han catalogado como un partido de extrema derecha.
Doctrinariamente, se le ha identificado con el minarquismo, el libertarismo cristiano, el antiglobalismo y la oposición a la inmigración.

## Directiva
La directiva provisoria del Partido Nacional Libertario está compuesta por:
- Presidente: Johannes Kaiser.
- Vicepresidente: Hans Marowski.
- Secretario general: Juan Antonio Urzúa Meneses.
- Prosecretaria: Karina Sapunar.

## Autoridades

### Diputados
El Partido Nacional Libertario tiene seis diputados en el período 2022-2026:
| Nombre                                 | Región        | Distrito |
| -------------------------------------- | ------------- | -------- |
| Cristián Labbé Martínez                | Metropolitana | 8        |
| Johannes Kaiser Barents-Von Hohenhagen | Metropolitana | 10       |
| Gonzalo de la Carrera Correa           | Metropolitana | 11       |
| Leonidas Romero Sáez                   | Biobío        | 20       |
| Cristóbal Urruticoechea Ríos           | Biobío        | 21       |
| Gloria Naveillán Arriagada             | La Araucanía  | 22       |

### Consejeros regionales
El Partido Nacional Libertario tiene un consejero regional en el periodo 2024-2028:
| Nombre                 | Provincia | Región             |
| ---------------------- | --------- | ------------------ |
| Lin-Kiu Odila Ly Fumey | Arica     | Arica y Parinacota |